# BSDライセンス
BSDライセンス（ビーエスディー ライセンス、英: BSD licenses）は、自由ソフトウェアで使われているライセンス体系のひとつである。カリフォルニア大学によって策定され、同大学のバークレー校内の研究グループ、Computer Systems Research Groupが開発したソフトウェア群であるBerkeley Software Distribution (BSD) などで採用されている。

## 概要
「無保証」であることの明記と著作権およびライセンス条文自身の表示を再頒布の条件とするライセンス規定である。この条件さえ満たせば、BSDライセンスのソースコードを複製・改変して作成したオブジェクトコードを、ソースコードを公開せずに頒布できる。

## ライセンスの種類
BSDライセンスにはいくつか種類があり、ライセンス条文内の条項の数によって区分けされている。今日では旧BSDライセンス (Original BSD License) あるいは四条項BSDライセンス (4-clause BSD license) と呼ばれるものにおいては、派生物の広告に初期開発者を表示すること（宣伝条項）が条件として盛り込まれている。宣伝条項が存在することにより、旧BSDライセンスはGPLと両立できない。なぜならば、GPLは2次的な著作物のライセンスにGPLより厳しい制限（これを "further restrictions"「さらなる制限」と呼ぶ）をつけ加えることを禁止しており、BSDの宣伝条項はGPLから見て「さらなる制限」になるためである。
この問題を解消するため、1999年7月22日に宣伝条項を除去した修正BSDライセンス (Revised BSD License / New BSD License / Modified BSD License) またの名を三条項BSDライセンス (3-clause BSD license) が策定された。三条項BSDライセンスは、BSD向けデスクトップ環境のLuminaにも採用された。さらに、FreeBSDおよびNetBSDオペレーティングシステムでは、書面上の許可なく開発者の名称を派生物の推奨や販売促進に使用しないという条項を削除した二条項BSDライセンス (2-clause BSD license) が採用された。二条項BSDライセンスは、OpenBSDで利用されているISCライセンスと機能上ほぼ同等のライセンスになっている。
2006年、Toyboxで「0条項BSDライセンス」が初めて使用された。0条項BSDライセンスは、その名前に反してISCライセンスから派生したものである。二条項BSDライセンスに対し、著作権表示・ライセンス条項・免責事項を含める要求を削除することにより、実質的にパブリックドメインと同等のライセンスを実現している。

### 条文
<year>は製作年、<copyright holder>と<owner>は著作権者の名前が入る。<organization>は団体名を入れるが、個人の場合はcopyright holderやownerと同義に扱える。

#### 初期のBSDライセンス
```
{{#parsoid\0fragment:0}}
```

#### 旧BSDライセンス・四条項BSDライセンス
```
{{#parsoid\0fragment:1}}
```

#### 修正BSDライセンス・三条項BSDライセンス
```
{{#parsoid\0fragment:2}}
```

#### 二条項BSDライセンス
```
{{#parsoid\0fragment:3}}
```

#### 0条項BSDライセンス
```
{{#parsoid\0fragment:4}}
```

## プロプライエタリソフトウェアとのライセンス互換性
BSDライセンスはクローズドソースのソフトウェアに組み込んで公開できる。

## 「BSDスタイルのライセンス」
BSDライセンスをベースに作成されたライセンスは非常に数が多いが、内容は異なる。BSDスタイルのライセンスは「BSD風ライセンス」「パーミッシブ・ライセンス」と呼ばれる。
詳細を確認することなく、コピーレフトが無いという単純な共通点だけで、同じスタイルと捉えることは、訴訟などのリスクの点で大変危険である。詳細については、各々のライセンス条文を精査する必要がある。特に特許の扱いについては、同一と見なせない。BSDスタイルのライセンスには、二次的著作物の利用についてのライセンスを、原著作物のライセンスと同一にする必要がない。

### 「BSDスタイルのライセンス」の代表例
- Apache Software License (Apache HTTP Server, Tomcat, Struts等)
- Sendmail License (Sendmail)
- MIT/X License (XFree86, X.Org等)
- PHP License (PHP)
- Python License (Python)
- Zope Public License (Zope)